# Kanadas parlament
Kanadas parlament (engelska: Parliament of Canada, franska: Parlement du Canada) är Kanadas lagstiftande församling med säte på Parliament Hill i Ottawa i Ontario. Avsnitt 17 i Constitution Act (ursprungligen kallad British North America Act) från 1867 föreskriver att parlamentet ska bestå av tre delar: Monarken, senaten och underhuset. Monarken, för närvarande kung Charles III, representeras i Kanada av generalguvernören som tillsätter senatens 105 ledamöter på inrådan av premiärministern. Underhusets 338 ledamöter representerar enmansvalkretsar (ridings eller comtés) och väljs direkt av befolkningen.
Monarken och generalguvernören har de facto endast ceremoniella roller. I praktiken opponerar sig sällan senaten mot underhusets beslut; premiärministern och dennes kabinett behöver därför bara ha stöd från en majoritet i underhuset.

## Historia

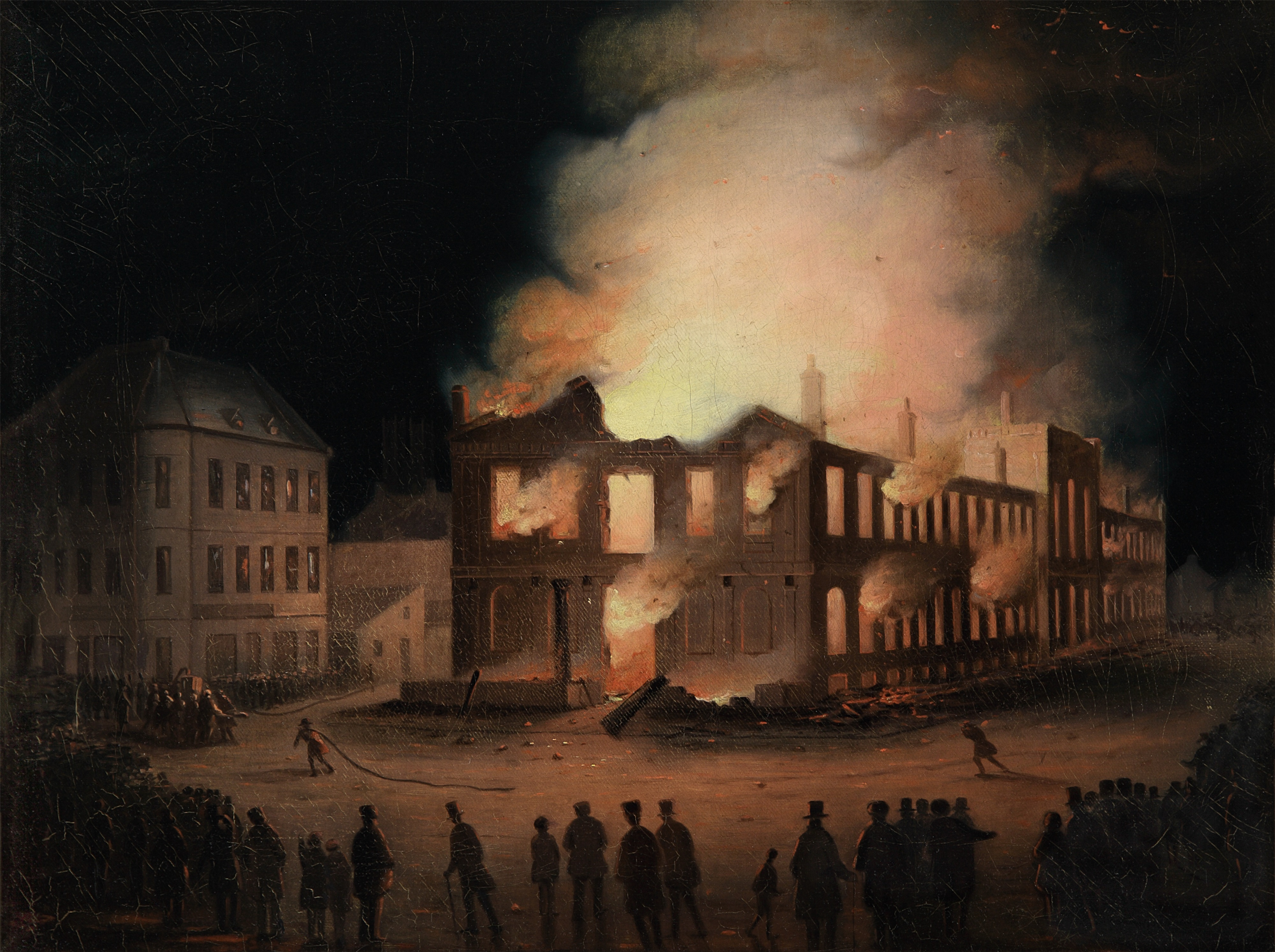
Parlamentsbyggnaden i Montréal bränns.

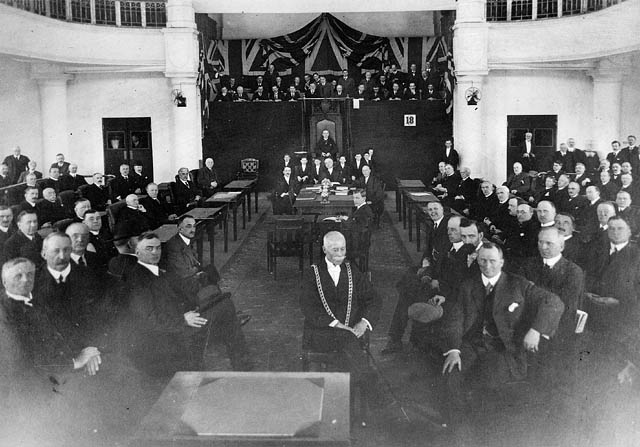
Underhusets första session i de tillfälliga lokalerna i Victoria Memorial Museum, 18 mars 1918

Sedan Frankrike efter sjuårskriget (1754–1763) överlämnat Kanada (som därefter kallades Provinsen Quebec) till Storbritannien, styrdes det enligt den kungliga proklamationen 1763. 1774 ersattes denna kungörelse av Quebec Act enligt vilken befogenheten att utfärda förordningar tillföll en guvernör och ett råd som båda tillsattes av den brittiska monarken. 1791 delades Provinsen Quebec upp i Övre Kanada och Nedre Kanada med var sina valda lagstiftande församlingar och tillsatta lagstiftande råd.
1841 förenade det brittiska parlamentet Övre och Nedre Kanada till en ny koloni kallad Provinsen Kanada. En ny lagstiftande församling, vald av folket, skapades tillsammans med ett tillsatt lagstiftande råd. Trots att Nedre Kanada hade betydligt fler invånare, fick de två kolonierna hälften var av församlingens 84 platser. Den brittiska regeringen hade ett starkt inflytande i kanadensiska angelägenheter fram till 1848 då provinsregeringen beviljades regeringsansvar (inför provinsens parlament, parlamentarism).
Parlamentet flyttades 1843 från Kingston till Montréal. Efter konfrontationer mellan den franskspråkiga och engelskspråkiga befolkningen och som en följd av en ekonomisk depression brändes parlamentet ned 1849 av en uppretad folkmassa ledd av Tories. 1857 flyttades parlamentet slutligen till Ottawa sedan det under några års tid flyttats mellan Toronto och staden Québec.
Dagens parlament kom till som en följd av British North America Act (1867) som förenade Provinsen Kanada (dagens Québec och Ontario), Nova Scotia och New Brunswick i en federation kallad Dominion of Canada. Det nya parlamentet bestod av den brittiska monarken, senaten och underhuset. Det amerikanska inbördeskriget som just avslutats fick stor betydelse i Kanada, eftersom man drog slutsatsen att det var det federala systemet i USA, med starka delstater och en relativt svag federal makt, som orsakat kriget. Det amerikanska systemet förkastades och provinsernas makt begränsades. Den relativt starka ställning som det kanadensiska parlamentet därmed fick begränsades dock av flera faktorer. Framför allt var det brittiska parlamentet även fortsättningsvis överordnat det kanadensiska och ingen lag som utfärdades i Kanada kunde upphäva en lag som stiftats i London. Dessutom styrdes fortfarande hela det brittiska imperiets utrikespolitik från Storbritannien.
Parlamentet hade enbart manliga ledamöter fram till 1921, när Agnes Mcphail blev invald till underhuset.
En högre grad av autonomi kom med Westminsterstatuten (1931) genom vilken det brittiska parlamentet medgav de kanadensiska rätten att upphäva och ändra brittiska lagar vad gällde deras jurisdiktion i Kanada. Rätten att göra ändringar i Kanadas författning, det vill säga British North America Act, behöll däremot det brittiska parlamentet även om man i praktiken bara gjorde ändringar på anmodan från kanadensiskt håll. 1949 fick det kanadensiska parlamentet begränsade befogenheter att korrigera författningen – ändringarna fick inte påverka maktbalansen gentemot provinserna, de engelska och franska språkens officiella ställning eller parlamentets mandatperiod på fem år.
Kanadas parlament begärde en sista gång att det brittiska parlamentet skulle ändra den kanadensiska författningen 1982 då Canada Act 1982 antogs av det brittiska parlamentet och Constitution Act, 1982 av det kanadensiska. Genom lagen upphävdes det brittiska parlamentets lagstiftande makt i Kanada och överfördes till Kanada. Ändringar i författningen förutsätter stöd från senaten, underhuset och två tredjedelars majoritet i provinsparlamenten. Enhälligt stöd från provinserna krävs för ändringar som rör monarken, generalguvernören, viceguvernörerna, de engelska och franska språkens officiella ställning, högsta domstolen och de begränsande formuleringarna i författningen.

## Monarken och generalguvernören
Konungen av Kanada (för närvarande Charles IIII) är en av parlamentets tre beståndsdelar. Monarkens funktioner delegeras vanligen till generalguvernören som tillsätts enligt premiärministerns rekommendationer. Generalguvernörerna tjänstgör enligt drottningens önskemål, men normalt under en period på ungefär fem år. Monarken och generalguvernören har i teorin stor makt, men använder sällan denna makt i praktiken. Vanligen utför de endast ceremoniella uppgifter och använder bara sina maktbefogenheter på anmodan från premiärministern och dennes kabinett.

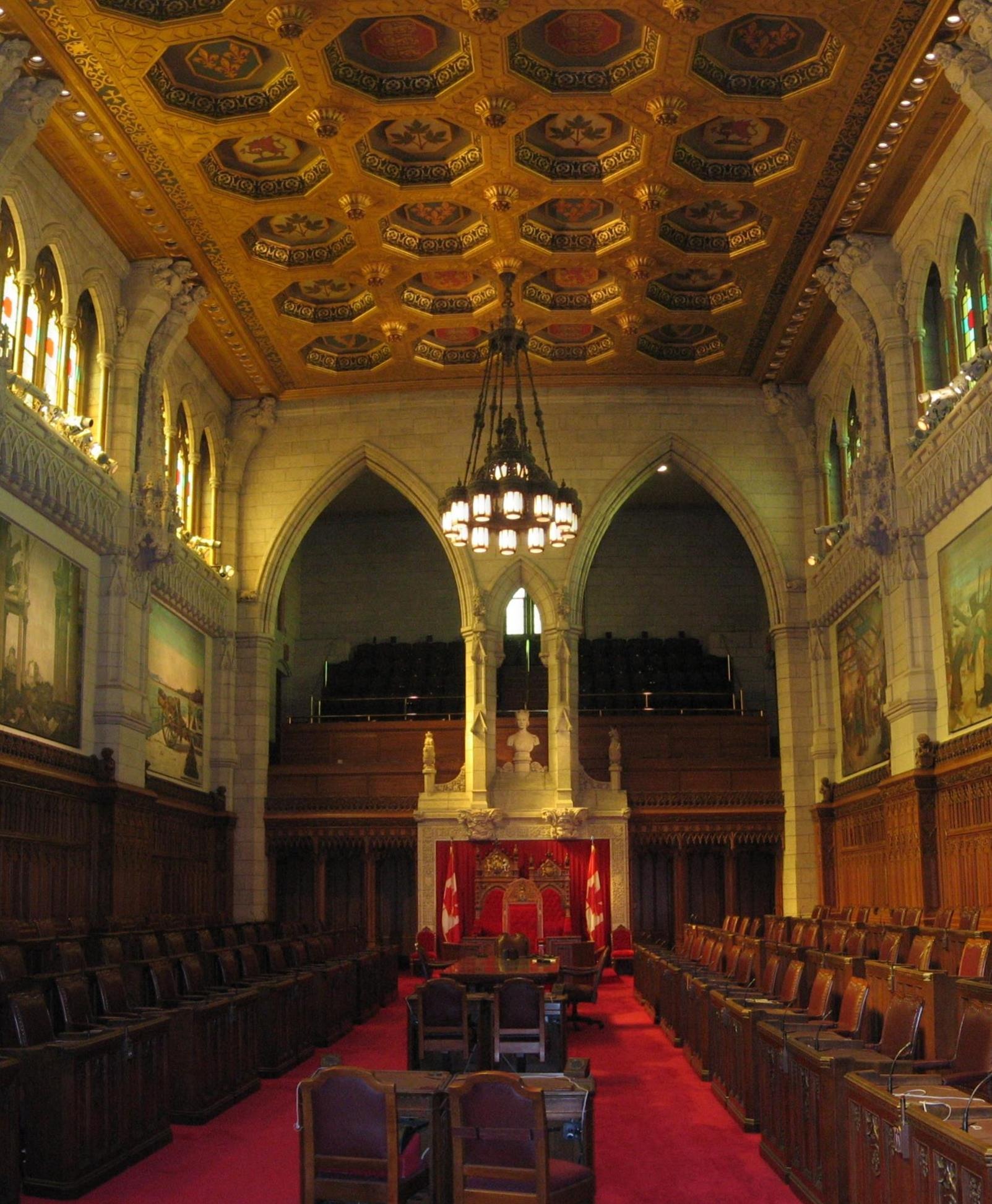
Senatens plenisal

## Senaten
Ledamöterna i senaten, eller överhuset, representerar provinserna men väljs av premiärministern och tillsätts av generalguvernören. Senatorer måste vara minst 30 år gamla, kungens undersåtar och måste besitta en egendom värd minst 4 000 dollar i den provins han eller hon ska representera. Tidigare tillsattes senatorerna på livstid, men sedan 1965 pensioneras de vid 75 års ålder. Senatorer kan avträda sin plats eller förlora den om de inte infinner sig vid två på varandra följande sammankomster.
Konstitutionen delar upp Kanadas provinser i fyra grupper, var och en med lika många senatorer: 24 för Ontario, 24 för Québec, 24 för Kustprovinserna (10 för Nova Scotia, 10 för New Brunswick och 4 för Prince Edward Island) och 24 för Västra Kanada (6 var för Manitoba, British Columbia, Saskatchewan och Alberta). Newfoundland och Labrador som blev en provins först 1949 har fortfarande inte placerats i någon grupp men representeras av 6 senatorer. De tre territorierna (Northwest Territories, Yukon och Nunavut) representeras av en senator var.
Senaten har alltså normalt 105 ledamöter. Generalguvernören kan dock, med drottningens medgivande, temporärt utöka församlingen med fyra eller åtta ledamöter, varför antalet ledamöter kan vara upp till 113. När så sker måste balansen mellan de fyra grupperna bevaras. Hittills har bara detta skett vid ett tillfälle. Det var 1990 då premiärminister Brian Mulroney begärde åtgärden för att driva igenom en skatt på varor och tjänster.

## Underhuset

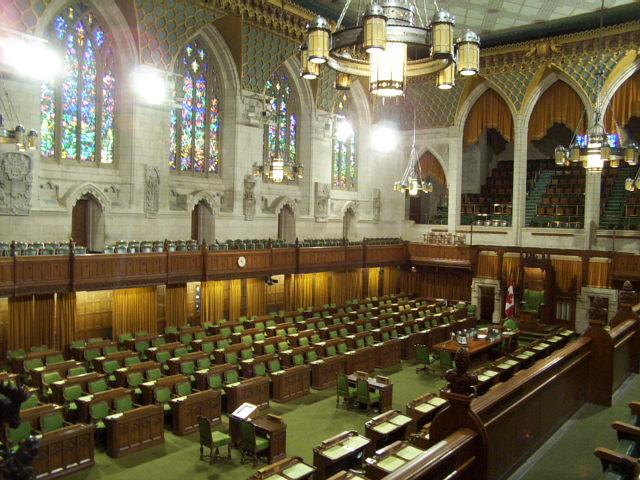
Underhusets kammare är grön och senatens röd, enligt mönster från det brittiska parlamentet.

Den demokratiskt valda kammaren är underhuset (House of Commons, la Chambre des communes). Ledamöterna måste vara kanadensiska medborgare och minst 18 år gamla. Varje ledamot representerar en valkrets (electoral district eller circonscription électorale, vardagligt riding eller comté) och väljs i enmansval. Ledamöterna sitter normalt till dess parlamentet upplöses och har alltid rätt att ställa upp för en ny mandatperiod. Ledamäterna väljer en talman.
Författningen anger inte ett fast antal platser i underhuset. Antalet platser justeras med tio års mellanrum efter en folkräkning. Antalet platser måste dock vara minst 282 varav tre är reserverade åt territorierna. De återstående 279 platserna fördelas mellan provinserna baserat på antalet invånare. Varje provins är dock garanterad minst lika många platser i underhuset som man hade i överhuset, antingen 1976 eller 1985. Denna garanti är orsaken till att församlingens minimum överskrids och idag uppgår till 338 medlemmar.
Ingen får sitta i båda kamrarna samtidigt. Ledamöterna i underhuset kallas, till skillnad från dem i överhuset (som kallas senatorer), för Members of Parliament (MPs), ’parlamentsledamöter’, eller députés, ’deputerade’. Ledamöterna i överhuset har mindre makt än sina kollegor i underhuset, men äger företräde i den formella rangordningen.

## Formalia
Båda kamrarna leds av en talman. Talman i senaten är en senator som valts av premiärministern och tillsatts av generalguvernören. Talman i underhuset är en av kammarens ledamöter som valts av kammaren själv. I enlighet med den traditionella brittiska, parlamentariska modellen (Westminstermodellen) styrs processen i underhuset mer direkt av talmannen, som därmed har betydligt större makt än sin kollega i överhuset som är mer självreglerande. 1991 utökades dock befogenheterna för överhusets talman så att dennes roll närmade sig underhusets talman.
Författningen fastställer att underhuset är beslutsmässigt med tjugo ledamöter och överhuset med femton. I båda fallen räknas talmannen med.
I båda kamrarna kan beslut fattas genom acklamation – de närvarande ledamöterna besvarar en fråga från talmannen med ”Yea” (ja) eller ”Nay” (nej), varur talmannen bedömer om förslaget bifallits. Beslutet kan bara upphävas om minst fem ledamöter i underhuset eller två senatorer begär en protokollförd votering, som i så fall sker genom att ledamöterna reser sig upp för att bli räknade. 
I överhuset har talmannen rätt att delta i en omröstning, även om detta sällan sker för att undvika potentiell partiskhet, och vanligen anses en hemställan fallit om ingen majoritet uppnåtts utan talmannens röst. I underhuset får talmannen inte delta i en omröstning utom då en omröstning slutat oavgjort. I en sådan situation ska talmannen alltid rösta för att befrämja ett fortsatt status quo, så att diskussionen kan fortsätta. Detta innebär i allmänhet att talmannen röstar mot den sittande regeringen (som brukar ha en majoritet i församlingen), utom då en omröstning betraktas som en förtroendeomröstning, då talmannen använder sin röst för att rädda regeringen och befrämja en fortsatt diskussion som alternativ till nyval. Efter budgetdebatten 2005 följde en förtroendeomröstning då talmannen röstade för den liggande budgetpropositionen.

## Mandatperiod
Efter ett allmänt val sammankallar generalguvernören, på uppmaning av premiärministern, formellt parlamentet. Och på den utannonserade dagen samlas sedan ledamöterna i sina respektive kamrar, en procedur som kopierats direkt efter brittisk förlaga. Därefter kallas underhusets ledamöter till överhuset där de uppmanas att välja en talman. De återvänder sedan till sin kammare, väljer en talman och ajournerar därefter kammaren.

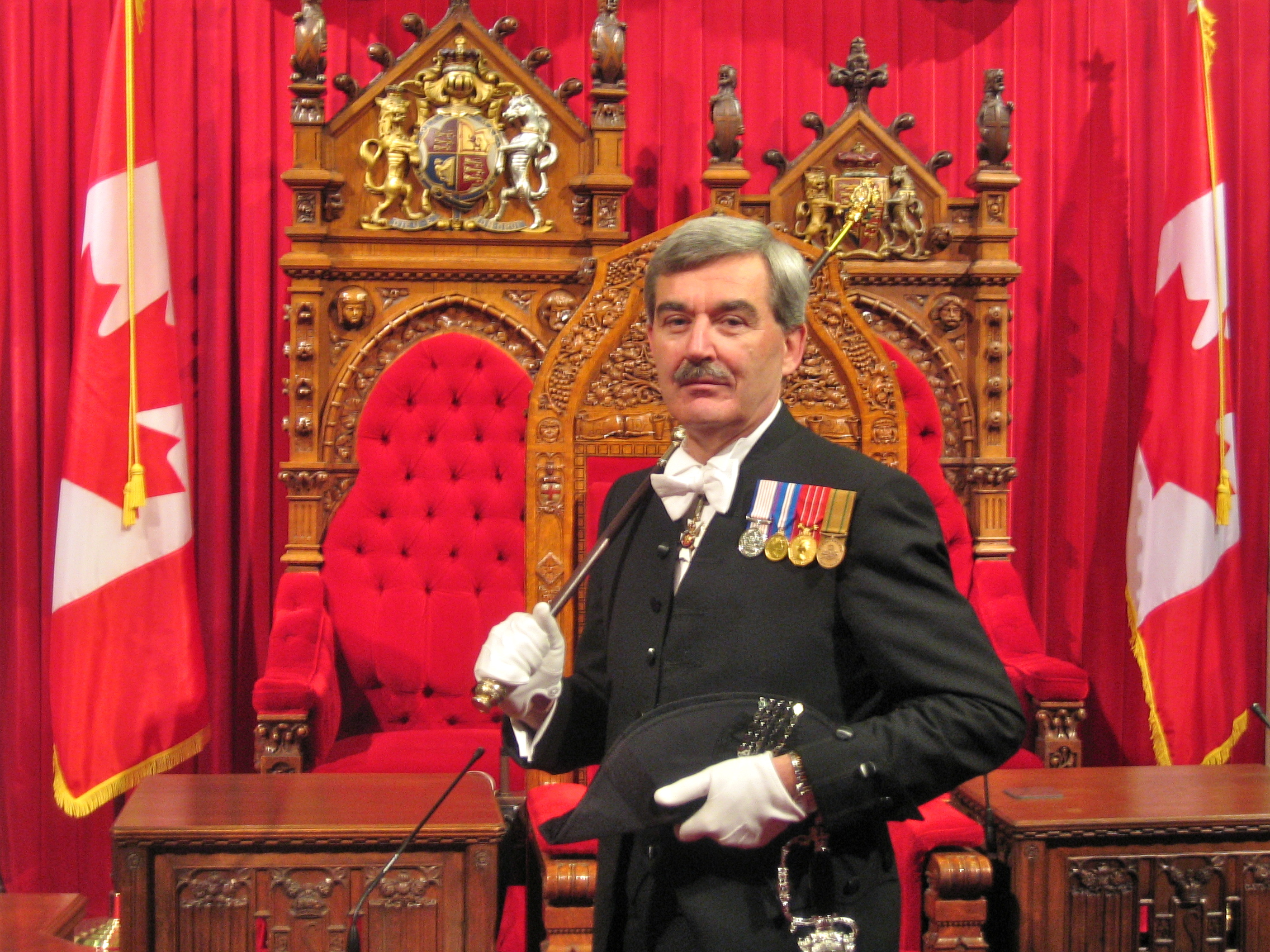
Kevin S. MacLeod, Usher of the Black Rod/Huissier du Bâton noir sedan 2008

Följande dag sker parlamentets formella öppnande. En särskild funktionär i överhuset, Usher of the Black Rod of the Senate of Canada/Huissier du Bâton noir au Sénat du Canada, kallar underhusets ledamöter till överhuset. Utanför överhuset presenterar sig sedan underhusets talman för antingen monarken eller generalguvernören som intar sin plats på överhusets tron och formellt proklamerar underhusets rättigheter och privilegier. Omgiven av senatorerna och med parlamentsledamöterna vid tröskeln till senatens plenisal, håller sedan monarken eller generalguvernören ett trontal, författat av regeringens ledamöter, som i allmänna drag beskriver regeringens avsikter inför den kommande sessionen i underhuset.
Sedan parlamentet formellt öppnats hålls sessioner som generalguvernören ajournerar på premiärministerns uppmaning. En ajournering påkallar ingen särskild ceremoni och kamrarna avvaktar efter en avslutat möte generalguvernörens tillkännagivande om en ny sammankomst. Öppnandet av följande session följer proceduren ovan, förutom att en ny talman inte behöver väljas och att underhusets rättigheter och privilegier inte behöver kungöras på nytt.
Varje parlament upplöses efter ett antal sessioner, formellt genom att generalguvernören kungör detta på uppmaning av premiärministern. Eftersom en upplösning av parlamentet åtföljs av ett allmänt val, är det vanligt att den sittande regeringen väljer tidpunkten efter valstrategiska överväganden. Parlamentet kan även upplösas om premiärministerns förlorar stödet från parlamentets flertal. En mandatperiod löper ut efter fem år, men hittills har inget parlament låtits löpa ut.
Sedan parlamentet upplösts ställs ledamöterna i underhuset inför allmänna val, medan senatorerna sitter kvar. Ett parlament mellan två val räknas som ett separat parlament och exempelvis det parlament som sammankallades 2004 kallas det ”trettioåttonde parlamentet”.

## Lagstiftande uppgifter
Lagförslag i form av motioner (bills) kan väckas av ledamöter i båda kamrarna, men vanligare är att någon av regeringens ministrar lägger fram propositioner (Government bills). På engelska kallas motioner från enskilda ledamöter som inte ingår i regeringskabinettet för Private Members Bills om ledamoten sitter i underhuset och Private Senators’ Bills om motionen kommer från överhuset. Motioner som berör allmänheten kallas Public Bills och de som berör enskilda eller mindre grupper för Private Bills.

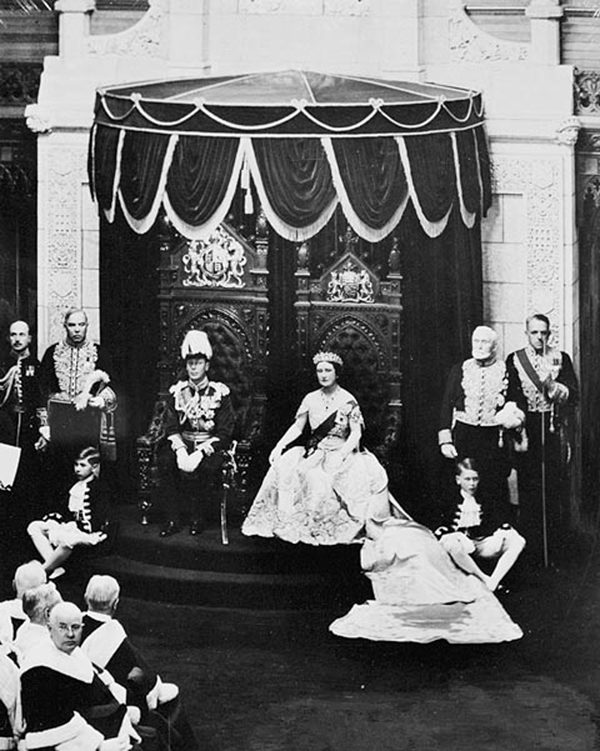
Kung Georg VI med drottning Elizabeth ger sitt bifall till lagförslag i senatens plenisal (1939).

Alla lagförslag går igenom ett antal etapper i båda kamrarna. Den första etappen – ”första läsningen” – är en ren formalitet. Under den andra läsningen diskuteras förslagets utformning och förslaget kan avslås redan på detta stadium även om det är ovanligt vad gäller regeringens propositioner.
Därefter remitteras förslaget till ett av flera utskott. Vanligtvis skickas förslaget till ett fast utskott (Standing Committee) som kan bestå av medlemmar från båda kamrarna och är specialiserat på ett visst område, exempelvis utrikespolitiska frågor. Utskottet hör sedan efter behov olika vittnen, ministrar och experter, diskuterar förslaget och kan föreslå ändringar. Lagförslaget kan också ställas inför en kammares samtliga ledamöter (Committee of the Whole) eller ett särskilt tillsatt utskott som upprättas enkom för att utreda ett enskilt förslag. Oavsett vilket utskott som bedömer förslaget förkunnas dess utlåtande inför plenum som kan föreslå ytterligare ändringar.
En tredje läsning, den avslutande etappen, görs sedan varpå endast överhusets ledamöter får föreslå ändringar. Om förslaget går igenom denna läsning skickas det tillbaka till underhuset där det genomgår motsvarande etapper. Ändringsförslag där kräver överhusets samtycke. Om ändringsförslag från någon av kamrarna inte vinner gehör hos den andra kammaren faller förslaget. 
Om förslaget överlevt alla dessa turer krävs slutligen ett ”kungligt bifall” (Royal Assent). I teorin har generalguvernören tre valmöjligheter: Han eller hon kan 
1. ge sitt bifall varpå förslaget antas som lag,
2. vägra ge sitt bifall varpå förslaget faller eller
3. vidarebefordra förslaget till monarken som personligen kan ge sitt bifall eller fälla förslaget. Även om generalguvernören ger sitt bifall kan monarken inom två år upphäva lagen.

I praktiken ger dock generalguvernören alltid kungligt bifall och dessa formaliteter har aldrig tagits i bruk.
Liksom i Storbritannien får bara underhuset väcka lagförslag rörande skatter och anslag av offentliga medel. I teorin har kamrarna samma inflytande över motioner och propositioner, men senaten använder sällan sin makt på ett sätt som motarbetar den folkvalda församlingen.

## Relation till regeringen
Den kanadensiska regeringen är ansvarig inför underhuset men varken premiärministern eller regeringens medlemmar väljs av parlamentet. Istället är det generalguvernören som begär att den person som antas ha stöd från en majoritet av underhusets ledamöter ska bilda regering, vanligtvis partiledaren för det parti med flest platser i församlingen. Då ingen majoritet finns i underhuset tillsätts vanligen en minoritetsregering, snarare än en koalitionsregering. Sedan en premiärminister utsetts väljer denne kabinettets medlemmar som sedan formellt utses av generalguvernören.
För att kunna ställas till svars inför underhuset är vanligen premiärministern och de flesta ministrarna ledamöter i underhuset, inte överhuset. I de fall då det största partiets ledare inte sitter i församlingen är det brukligt att han eller hon eftersträvar ett väljas in i den så snart som möjligt, vanligen genom att en yngre ledamot avstår sin plats till partiledarens förmån.
Det är inför underhuset som regeringen kan ställas till svars för sitt handlande genom att dess propositioner bifalls eller avslås eller genom att ministrar ställs inför interpellation, varvid parlamentsledamöterna konfronterar ministrarna med frågor. Underhuset kan fälla regeringen genom en förtroendeomröstning, antingen genom att den sittande regeringen lämnar en proposition som avslås (Motion of Confidence) eller genom att oppositionen i underhuset lägger en motion (Motion of No Confidence). Alla förslag som anses viktiga för regeringens program betraktas som förtroendefrågor, och förtroendet anses förverkat i synnerhet om inte underhuset godkänner regeringens budgetproposition (withdraws supply).
Om regeringen förlorar underhusets förtroende ställs premiärministern inför två möjligheter: Antingen kan han eller hon avgå varpå generalguvernören uppmanar oppositionsledaren att bilda en ny regering, eller också kan premiärministern upplösa parlamentet vilket leder till nyval. Ett undantag inträffade 1968 då Lester B. Pearsons regering helt oväntat förlorade underhusets förtroende men tilläts regera vidare med oppositionens samtycke. I teorin kan generalguvernören vägra upplösa parlamentet vilket tvingar premiärministern att avgå (King-Byng-affären), men i praktiken är det mycket osannolikt att detta sker.
I praktiken gör systemet med enmansvalkretsar att regeringen normalt åtnjuter stöd från en stor majoritet i underhuset, vilket gör att ledamöternas granskning av regeringen följaktligen inte är särskilt prövande och kompromisser med oppositionen är ovanliga i Kanada. Dagens politiska partier i Kanada har en stram organisation och parlamentsledamöterna har litet utrymme till egna initiativ. Om en ledamot röstar mot partiledarens vilja, leder det nästan alltid till uteslutning från partiet, vilket gör att förtroendeomröstningar sällan är framgångsrika. Senast en premiärminister förlorade en förtroendeomröstning var 1979, då Joe Clark tvingades upplösa parlamentet och förlorade det efterföljande valet.

## Jurisdiktion
Relationen mellan Kanadas parlament och de provinsiella lagstiftande församlingarna regleras av Kanadas författning. Normalt kan provinsparlamenten bara stifta lagar relaterade till de områden som uttryckligen slås fast i författningen, till exempel utbildning, provinsiella ämbetsmän, kommunstyrelser, välgörenhetsorganisationer och ”frågor av rent lokal eller privat natur”. Författningen fastslår också att frågor inom alla övriga ärenden faller under parlamentet. Detta gäller exempelvis frågor som rör postväsendet, folkräkning, försvaret, sjöfart, fiske, valutan, bankväsende, vikter och mått, konkurser, upphovsrätt, patent, ursprungsbefolkning och naturalisering. I vissa frågor överlappas nivåerna; exempelvis sorterar äktenskap under federal jurisdiktion men själva vigselakten regleras på provinsiell nivå. Andra områden där flera nivåer är inblandade är skattefrågor, lån, bestraffning och reglering av jordbruket.
Parlamentets makt begränsas också av Canadian Charter of Rights and Freedoms. I teorin kan parlamentet åsidosätta de flesta bestämmelser i denna förordning, men den möjligheten har aldrig använts på federal nivå. Dessutom kan lagar som strider mot antingen denna förordningen eller författningen ogiltigförklaras av domstolsväsendet.

## Privilegier
Kanadas parlament åtnjuter ett antal privilegier. Varje kammare bevakar själv sina privilegier och kan bestraffa de som bryter mot dem. Formellt avgör parlamentet även privilegiernas omfattning men författningen begränsar parlamentets friheter till att inte överskrida de som det brittiska parlamentet åtnjuter.
Det viktigaste privilegiet är yttrandefrihet i parlamentsdebatter – inget som sägs i någon av kamrarna får ifrågasättas av en domstol eller någon annan institution utanför parlamentet. Ingen parlamentsledamot kan åtalas för förtal eller ärekränkning för sådant som yttrats i någon av kamrarna. Endast parlamentets egna ordningsregler får begränsa debatten. Individuella ledamöter kan heller inte ställas inför rätta i civilrättsliga frågor (men väl för påstådda kriminella handlingar). Ledamöterna är också befriade från plikten att tjänstgöra i domstolsjury eller infinna sig vid en domstol som vittne.
Bägge husen åtnjuter dessutom i sig vissa privilegier. Bland annat att fatta beslut om sina interna angelägenheter och utfärda disciplinära straff för de ledamöter som inte lyder dess regler – till exempel de som avger falska vittnesmål inför något av parlamentets utskott.